# Бовешен
Бовешен (фр. Beauvechain) — муніципалітет Валлонії, розташований у провінції Валлонський Брабант, Бельгія.
На 1 січня 2006 року в муніципалітеті проживало 6529 жителів. Загальна площа 38,58 км2, що дає щільність населення 169 жителів на км2.
Муніципалітет складається з таких районів: Бовешен, Хамме-Мілль, Л'Еклюз, Нодебе та Турен-ла-Грос.
Бовешен має кілька об'єктів спадщини, що охороняються. Тут також розташована авіабаза Бовешен, яка раніше літала на літаках F-16 Fighting Falcon.

## Галерея

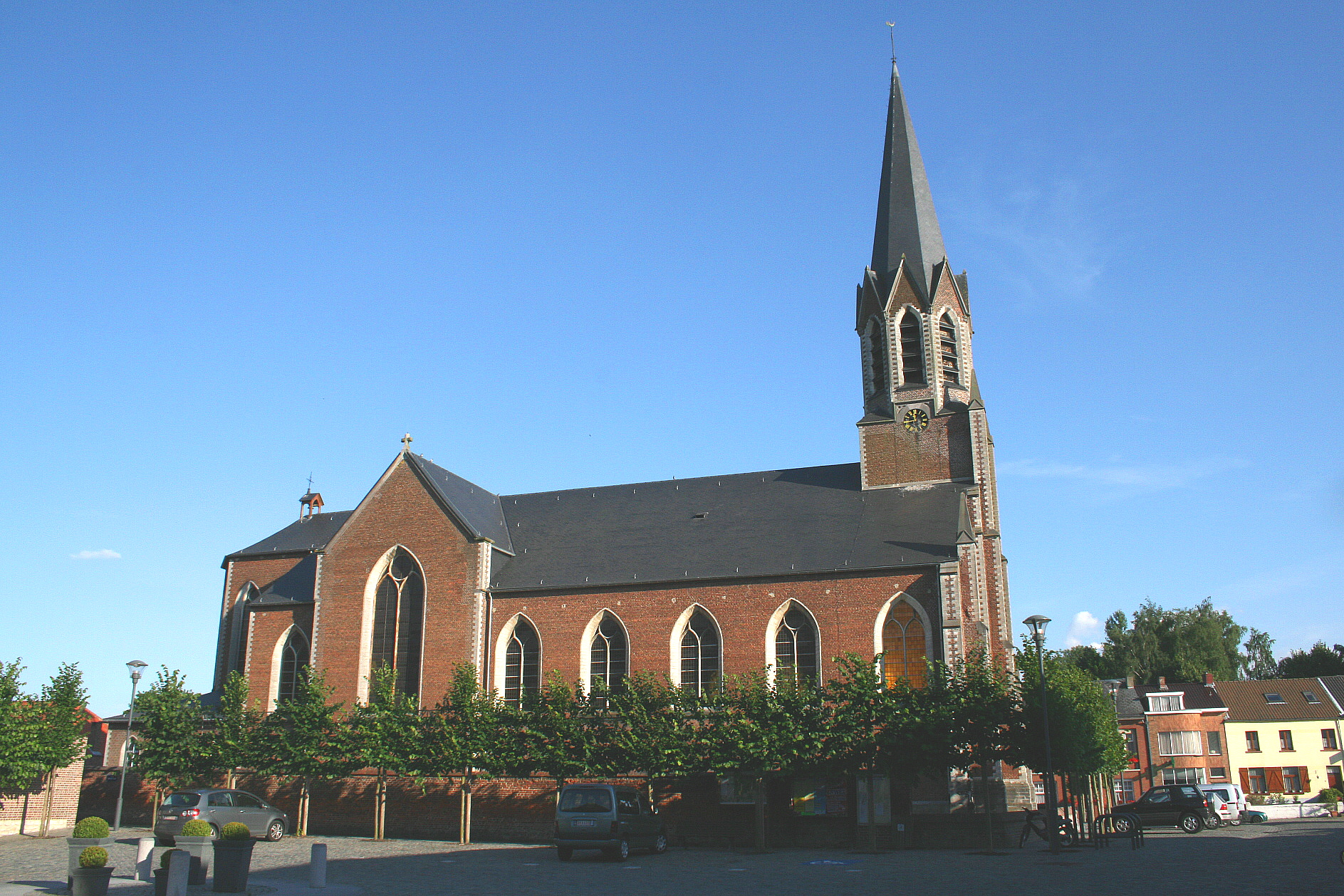
Церква Сен-Сюльпіс (1853-1860).
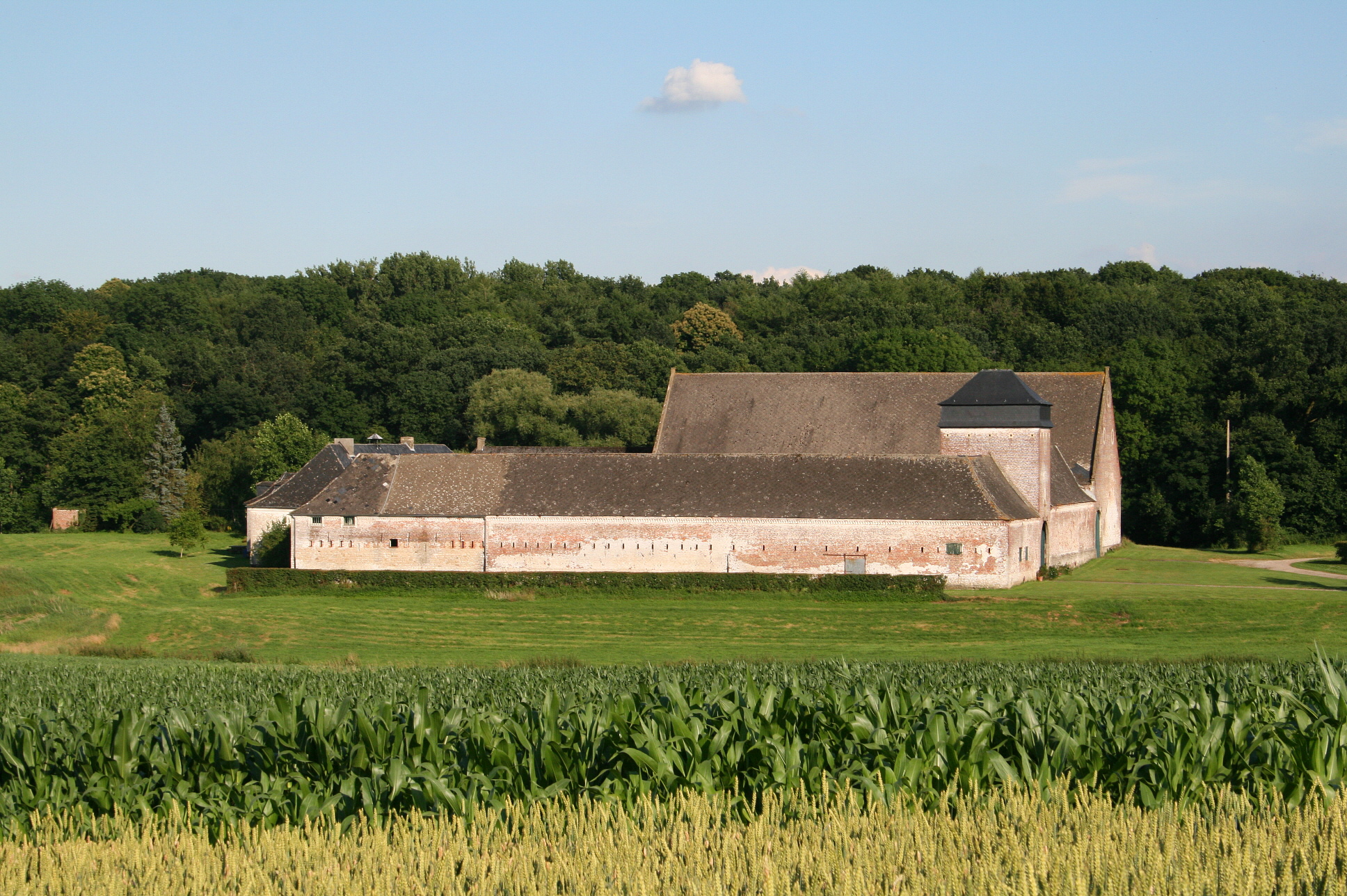
Ла Брюйер, ферма Вахенж